# 大卫·库克 (篮球运动员)
戴维·德韋恩·库克（1963年9月27日—），美国NBA联盟前职业篮球运动员。曾在NBA的沙加緬度國王隊有過短暫的職業生涯。